# Tetragnatha maeandrata
Tetragnatha maeandrata este o specie de păianjeni din genul Tetragnatha, familia Tetragnathidae, descrisă de Simon, 1908.
Este endemică în Western Australia. Conform Catalogue of Life specia Tetragnatha maeandrata nu are subspecii cunoscute.